# Соимъя
Соимъя (устар. Сэим-Я) — река в Берёзовском районе Ханты-Мансийского автономного округа. Устье находится в 122 км по правому берегу реки Ляпин. Длина реки 16 км.

## Данные водного реестра
По данным государственного водного реестра России относится к Нижнеобскому бассейновому округу, водохозяйственный участок реки — Северная Сосьва, речной подбассейн реки — Северная Сосьва. Речной бассейн реки — (Нижняя) Обь от впадения Иртыша.